# Ľudovít Izák
Ľudovít Izák, pseudonym Miloš Lihovecký také Izák-Lihovecký, (13. dubna 1862 Banská Štiavnica, Slovensko – 16. března 1927 Kremnica, Slovensko) byl slovenský hudební skladatel, pedagog a sbormistr.

## Život
Maturoval na Evangelickém lyceu v Banské Štiavnici a v letech 1882–1886 studoval na Učitelském ústavu v Levicích. Po absolvování školy odešel do Budapešti, kde byl učitelem ve slovenské smíšené evangelické škole augsburského vyznání. Učil slovensky maďarsky a německy. V roce 1887 se oženil. Vzal si za manželku Emílii, dceru slovenského evangelického biskupa Daniela Bacháta, známého také jako významného slovenského spisovatele a básníka. Psal pod pseudonymem Miloslav Dumný. U svého tchána pak Izák působil jako varhaník. Vedle pedagogického působení i v Budapešti pokračoval ve studiu hudby. V letech 1893–1895 studoval skladbu na budapešťské konzervatoři.
Po vzniku Československa musel Izák z Maďarska odejít. Začal pracovat jako dočasný správce školy v Malackách a v roce 1919 se stal ředitelem chlapecké školy ve Zvolenu. Ve Zvolenu založil také hudební školu. V roce 1926 se ze zdravotních důvodů přestěhoval k dceři do Kremnice, kde následujícího roku zemřel ve věku 65 let.

## Dílo
Střed hudebního díla Ľudovíta Izáka tvořily harmonizace a úpravy slovenských lidových a společenských písní. Za svého pobytu Budapešti uváděl pro českou a slovenskou komunitu koncerty z písňové a sborové tvorby českých a slovenských skladatelů, svoje vlastní skladby i operety. V těchto aktivitách vystupoval pod pseudonymem Miloš Lihovecký.
Sbíral lidové písně na Slovensku, ale i v Maďarsku. Snažil se sebrat a uchovat lidové i umělé písně slovenského obyvatelstva v Budapešti a okolí. Sbíral, upravoval a nově harmonizoval i evangelické církevní chorály. Z pověření pastorální konference slovenských evangelických kněží v Liptovském Mikuláši pracoval od roku 1901 na vytvoření partitury náboženských písní. Za dvacet let práce sebral více než 1200 církevních písní a jejích variant. Tiskem byl vydán pouze zlomek této rozsáhlé práce.
Z vlastní skladatelské práce jsou pozoruhodné jeho klavírní skladby a písňové cykly:
- Bačovské piesne (1914)
- Detvianske piesne (1920)
- Krupínska svadba (1920)

22. listopadu 2012 byla Ministerstvem zahraničních věcí Slovenska ve spolupráci s Výzkumným ústavem Slováků v Maďarsku ve velkém sále Slovenského inštitútu v Budapešti uspořádána konference na počest Ľudovíta Izáka.